# Washam
Washam è un census-designated place degli Stati Uniti d'America, situato nella Contea di Sweetwater nello stato del Wyoming. Nel censimento del 2000 la popolazione era di 43 abitanti.

## Geografia fisica
Secondo i rilevamenti dell'United States Census Bureau, la località di Washam si estende su una superficie di 54,2 km², tutti occupati da terre.

## Popolazione
Secondo il censimento del 2000, a Washam vivevano 43 persone, ed erano presenti 10 gruppi familiari. La densità di popolazione era di 0,8 ab./km². Nel territorio comunale si trovavano 49 unità edificate. Per quanto riguarda la composizione etnica degli abitanti, il 100% era bianco.
Per quanto riguarda la suddivisione della popolazione in fasce d'età, il 30,2% era al di sotto dei 18, il 4,7% fra i 18 e i 24, il 30,2% fra i 25 e i 44, il 14,0% fra i 45 e i 64, mentre infine il 20,9% era al di sopra dei 65 anni di età. L'età media della popolazione era di 38 anni. Per ogni 100 donne residenti vivevano 87,0 uomini.